# Future Cop L.A.P.D.
 (juin 2019).
Si vous disposez d'ouvrages ou d'articles de référence ou si vous connaissez des sites web de qualité traitant du thème abordé ici, merci de compléter l'article en donnant les références utiles à sa vérifiabilité et en les liant à la section « Notes et références ».
Future Cop L.A.P.D. est un jeu vidéo d'action, développé par EA Redwood Shores et édité par Electronic Arts, sorti en 1998. Étant dans la lignée des jeux de la série Strike (Desert Strike: Return to the Gulf, Jungle Strike, Urban Strike, Soviet Strike et Nuclear Strike), il fut même appelé Future Strike dans l'un des tout premiers trailer. Le joueur contrôle un robot, appelé X1-Alpha, spécialement conçu pour combattre le crime organisé en milieu urbain. Le scénario du jeu a lieu à Los Angeles au cours de l'année 2098.

## Système de jeu

### Modes de jeu
Il y a deux modes de jeu :

#### Guerre de gang
Il s'agit d'un mode dans lequel le joueur doit éliminer ou arrêter les criminels les plus recherchés de Los Angeles en 2098. Chaque mission correspond à un territoire de la ville contrôlé par un des criminels. Chaque criminel est un boss à battre. Il est possible de jouer en coopération dans ce mode. Cependant, si l'un des deux joueurs meurt, l'autre est également éliminé.

#### Assaut de secteur
Il s'agit d'un mode en JCJ où l'on se bat contre l'IA (SkyCaptain) ou un autre joueur. Au début de la partie, le joueur a 10 points qui lui permettent de créer des tanks ou des hélicoptères, qui sont limités au nombre de 20. Lorsque le joueur cumule 50 points, il peut construire des cuirassés et des forteresses volantes qui sont quatre fois plus puissants et résistants que les tanks et les hélicoptères, mais qui sont limités à un chacun. Il y a aussi quatre avant-postes qu'il est possible de contrôler en payant 30 points. Les avant-postes possèdent deux petites tourelles permanentes et permettent de créer des tanks et des hélicoptères au prix de 2 points. Ils sont situés près de la base ennemie et de la vôtre. Pour gagner des points, le joueur peut détruire des tanks, hélicoptères et tourelles ennemis (1 point) ; tuer le joueur ou IA adverse (10 points) ; ou contrôler des tourelles neutres grâce aux tanks ou en cliquant sur la touche action (1 point). En revanche, si le joueur ou l'IA se fait tuer, il perd 10 points. Pour gagner la partie, il faut qu'un tank ou un cuirassé pénètre la base ennemie. Il y a dix niveaux à débloquer pour chaque territoire.

## Postérité
En 2018, la rédaction du site Den of Geek mentionne le jeu en 4e position d'un top 60 des jeux PlayStation sous-estimés : « Joyau criminellement (pardonnez l'expression) ignoré, Future Cop LAPD est un excellent jeu d'action dans un univers de science-fiction. »